# Archaeogaia macachaae
Archaeogaia macachaae è un mammifero estinto, appartenente ai notoungulati. visse nel Paleocene inferiore-medio (circa 62-60 milioni di anni fa) e i suoi resti fossili sono stati ritrovati in Sudamerica. È considerato uno dei più antichi notoungulati conosciuti.

## Descrizione
Tutto ciò che si conosce di questo animale è un frammento di mandibola sinistra con tre molari, ed è quindi impossibile ricostruirne l'aspetto. Archaeogaia era caratterizzato da una combinazione di caratteristiche, come il primo molare leggermente più corto del secondo ed entrambi più grandi del terzo, i molari brachidonti (a corona bassa), il talonide più corto del trigonide, il metaconide più alto del protoconide e posizionato distalmente, il paraconide ridotto sul secondo molare, il metalofide dritto nel secondo e terzo molare (ma che decorreva mesialmente formando un angolo ottuso nel margine labiale su m2 e più trasversale su m3), un entolofide trasverso, il cingulide mesiale che si estendeva dalla superficie media a quella linguale dei molari, e il cingulide distale che connetteva l'ipoconulide con la superficie mesiale dell'entoconide sul secondo e terzo molare. 

## Classificazione
A causa della presenza di un entolofide trasverso e di alcune caratteristiche del protolofide, del metalofide e dell'ipolofide, Archaeogaia è considerato un membro dei notoungulati. Non è chiaro quale fosse la sua posizione filogenetica all'interno del gruppo, a causa dell'estrema frammentarietà dei resti fossili e soprattutto delle caratteristiche evidentemente plesiomorfiche del fossile in questione. In ogni caso, Archaeogaia è considerato il più antico notoungulato conosciuto, forse coevo di Simpsonotus. 
Archaeogaia macachaae venne descritto per la prima volta nel 2020, sulla base di un fossile ritrovato nella formazione Mealla nella valle di Tonco (Provincia di Salta, Argentina). 